# La Séance
 (septembre 2015).
Si vous disposez d'ouvrages ou d'articles de référence ou si vous connaissez des sites web de qualité traitant du thème abordé ici, merci de compléter l'article en donnant les références utiles à sa vérifiabilité et en les liant à la section « Notes et références ».
La Séance est un court métrage du réalisateur français Edouard de La Poëze, sorti en 2014.

## Synopsis
Paris, 1899. La sulfureuse Comtesse de Castiglione confie à son talentueux photographe Pierre-Louis Pierson la réalisation d'un ultime portrait. Sous l’œil pernicieux des domestiques de la mystérieuse aristocrate, la séance s'avérera plus dérangeante qu'attendue.

## Fiche technique
- Titre : La Séance
- Réalisation : Edouard de La Poëze
- Scénario : Edouard de La Poëze
- Costumes : Christian Gasc
- Décoration : Patrick Colpaert
- Photographie : Gilles Henry
- Musique : Paul Homem-Christo
- Scripte : Elise Romestant
- Assistant réalisation : Sarah Hafner
- Montage image : Aurélie Cauchy
- Etalonnage : Christian Dutac
- Montage son : Mikaël Nabeth
- Accessoiriste photographie ancienne : Sergiy Shushyn
- Sociétés de production: Crew du Chapeau Productions / Touché
- Producteurs : Antoni Gimel-Lécosse / Sarra Messaoudi / Paul Homem-Christo
- Distributeur : Jean-Charles Mille - Premium Films
- Pays d'origine :  France
- Durée: 00:12:21

## Distribution
- Paul Hamy : Pierre-Louis Pierson
- Fanny Ardant : Comtesse de Castiglione
- Fabienne Chaudat : Juliette
- Urbain Cancelier : Victor

## Autour du film
Le film est librement inspiré de la relation artistique ambiguë entre la comtesse de Castiglione et le photographe Pierre-Louis Pierson.
Le tournage s'est déroulé dans l'Hôtel de la Païva sur les Champs-Élysées.
Fanny Ardant et la Comtesse de Castiglione sont toutes les deux nées un 22 mars.
Christian Gasc avait déjà habillé Fanny Ardant dans Ridicule (1996) de Patrice Leconte.
La scène de développement du portrait a été réalisée au collodion humide, une technique de prise de vue inventée en 1851.

## Distinctions

### Récompenses

#### 2015
- Festival International du film Fantasia (Canada) : Mention spéciale du jury pour l'atmosphère et les costumes
- Festival du Film d'Agde (France) : Prix du jury et Coup de cœur du jury public
- Mac Horror Film Festival (Brésil) : Prix de la Meilleure atmosphère

#### 2016
- FilmQuest (USA): Prix du Meilleur court-métrage fantastique
- Cinevana Istanbul Independant Film Festival (Turquie)

### Sélections

#### 2015
- Revelation Perth International Film Festival (Australie)
- Festival du Film Français d'Helvétie (Suisse)
- Telluride Horror Show (USA)
- Festival international du film de Kiev Molodist (Ukraine)
- Bram Stoker International Film Festival (Royaume-Uni)
- Abertoir Wales' International Horror Festival (Royaume-Uni)
- Festival Tournez-Court Saint-Étienne (France)
- St Petersburg International Festival of Debut and Student Films Beginning (Russie)
- Festival du Court de Villeurbanne (France) - hors compétition
- Nuit du Court-métrage (France)

#### 2016
- CoLCoA (USA)
- Durango Independant Film Festival (USA)
- PhilMOCA Vivisections International Horror Shorts (USA)
- Sacramento French Film Festival (USA)
- Festival du premier film francophone de La Ciotat (France)
- Fargo Fantastic Film Festival (USA)
- Corti da Sogni International Film Festival (Italie)
- Rome Independent Film Festival RIFF (Italie)
- Mica International Film Festival (Brésil)
- Rencontres du Cinéma Européen de Vannes (France)
- Woodstock Museum Film Festival (USA)
- Landshut Short Film Festival (Allemagne)
- Ottawa International Short Film Festival FIMCO (Canada)
- Los Angeles CineFest (USA)
- European Independent Film Festival ÉCU (France)
- Un Court Tournable (France)
- Dead By Dawn Horror Film Festival (Royaume-Uni)
- Bloody week-end - Festival International du Film Fantastique d'Audincourt (France)
- Best of International Short Films Festival (France)
- Festival Les Toutes Premières Fois - Section Panorama (France)

#### 2017
- Festival International du Film de Fiction Historique (France)
- FILMETS Badalona Film Festival (Espagne)
- Festival Court Maintenant (France)
- Super8000 Film Festival (Danemark)

#### 2018
- Festival Court Maintenant (France)

#### 2019
- Les Rencontres d'Arles (France)

## Diffusion
- HD1
- OCS
- TV5Monde
- Egoist TV (Russie)